# Микола Костомаров (монета)
«Мико́ла Костома́ров» — ювілейна монета номіналом 2 гривні, випущена Національним банком України. Присвячена громадському діячеві, історику, археографу, етнографу, фольклористу, письменнику і публіцисту. Микола Іванович Костомаров входив до складу багатьох наукових установ, був ідеологом товариства «Кирило-Мефодіївське братство», автором його програмного документа «Книга буття українського народу», відстоював право на самостійний і вільний розвиток української мови і літератури. Його літературна спадщина складається з десятків томів поезії, повістей, оповідань, науково-публіцистичних і полемічних статей.
Монету введено в обіг 20 квітня 2017 року. Вона належить до серії «Видатні особистості України».

## Опис та характеристики монети
| Номінал грн. | Метал      | Маса, грам | Діаметр, мм. | Якість виготовлення       | Гурт     | Тираж, штук |
| ------------ | ---------- | ---------- | ------------ | ------------------------- | -------- | ----------- |
| 2            | нейзильбер | 12,8       | 31           | спеціальний анциркулейтед | рифлений | 25 000      |

### Аверс
На аверсі монети розміщено: угорі півколом напис «УКРАЇНА», під яким малий Державний Герб України, у центрі — стилізовану композицію: на тлі газетних сторінок складено книги і на них розміщується глобус; праворуч написи: «2/ГРИВНІ/2017», логотип Банкнотно-монетного двору Національного банку України.

### Реверс
На реверсі монети зображено портрет Миколи Костомарова; ліворуч від нього його факсиміле та роки життя: «1817/1885»; угорі півколом напис — «МИКОЛА КОСТОМАРОВ».

## Автори

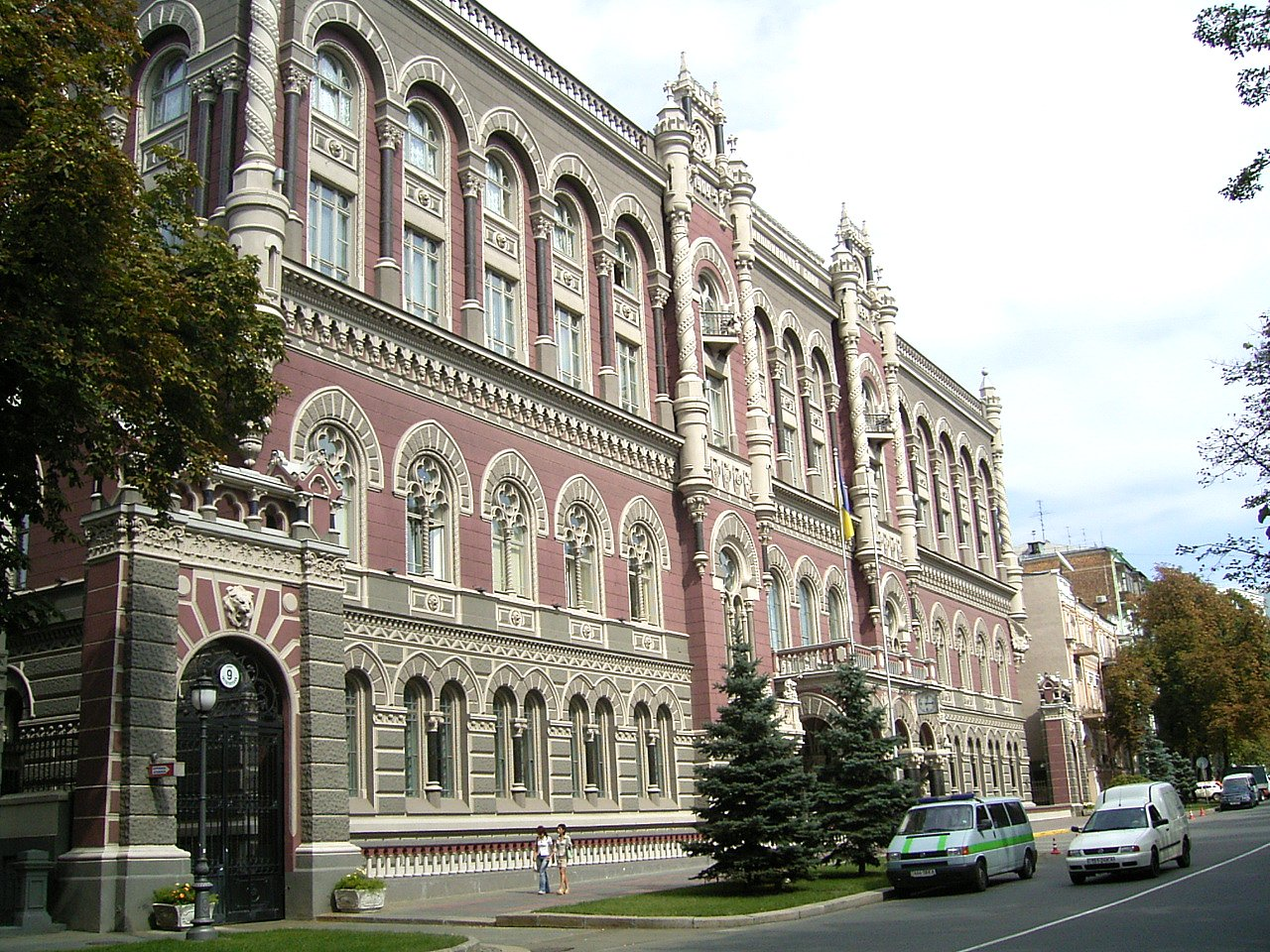
Будівля Національного банку України

- Художник — Демяненко Анатолій.
- Скульптор — Демяненко Анатолій.

## Вартість монети
Під час введення монети в обіг 2017 року, Національний банк України реалізовував монету через свої філії за ціною 35 гривень.
Фактична приблизна вартість монети, з роками змінювалася так:
| Рік        | 2017 | 2018 | 2019 | 2020 | 2021 | 2022 | 2023 | 2024 | 2025 |
| ---------- | ---- | ---- | ---- | ---- | ---- | ---- | ---- | ---- | ---- |
| Ціна, грн. | 80   | 80   | 80   | 80   | 80   | 80   | 110  | 200  | 200  |